# Emilio Da Re
Emilio Da Re (Vittorio Veneto, 25 marzo 1958) è un ex calciatore italiano, di ruolo difensore o centrocampista.

## Carriera
Comincia la sua carriera nel Santa Giustina di Vittorio Veneto esordendo in Terza Categoria. Successivamente passa al Conegliano dove gioca in Serie D e Serie C2.
Passa nel 1979 ma solo per tre mesi al Campobasso in Serie C1 per poi essere ceduto al Mestre in Serie C2.
Nel 1981 approda al Padova dove gioca tra Serie C1 e Serie B, otto stagioni diventando anche capitano della squadra.
Con i biancoscudati ottiene due promozioni in Serie B e disputa la Coppa Anglo-Italiana nella stagione 1983-1984 arrivando in finale.
Chiude la carriera nel 1991 al Trento in Serie C1.
Con il Padova ha giocato 136 partite in Serie B segnando 11 gol.

## Dopo il ritiro
Laureato in Economia e Commercio all'Università degli Studi di Venezia nel 1984, vive a Selvazzano Dentro in (Provincia di Padova), dove si occupa di servizi assicurativi bancari e finanziari.

## Palmarès
- Promozioni in Serie B: 2

Padova: 1982-1983, 1986-1987